# Cherāgh Tappeh-ye Soflá
Cherāgh Tappeh-ye Soflá (persiska: چراغ تپه سفلی) är en ort i Iran.   Den ligger i provinsen Västazarbaijan, i den nordvästra delen av landet, 400 km väster om huvudstaden Teheran. Cherāgh Tappeh-ye Soflá ligger 2 001 meter över havet och antalet invånare är 648.
Terrängen runt Cherāgh Tappeh-ye Soflá är varierad. Cherāgh Tappeh-ye Soflá ligger nere i en dal.Runt Cherāgh Tappeh-ye Soflá är det ganska tätbefolkat, med 78 invånare per kvadratkilometer. Närmaste större samhälle är Noşratābād, 6,2 km sydost om Cherāgh Tappeh-ye Soflá. Trakten runt Cherāgh Tappeh-ye Soflá består i huvudsak av gräsmarker.